# Монторо, Рафаэль
Рафаэль де Монто́ро-и-Вальде́с (исп. Rafael de Montoro y Valdés; 24 октября 1852, Гавана, генерал-капитанство Кубы — 14 августа 1933, Гавана, Куба), маркиз Монторо — кубинский государственный и политический деятель, дипломат, философ, публицист, эссеист, литературный критик, юрист, историк и испаноязычный автор, ставший кубинским гражданином после обретения Кубой независимости. Его взгляды сформировались под влиянием идей немецких философов Иммануила Канта и Георга Вильгельма Фридриха Гегеля. Он выделялся своим блестящим и красноречивым ораторским искусством. Принял участие в кратковременном кубинском автономном правительстве 1898 года в качестве министра финансов.

## Биография
Рафаэль Монторо родился в Гаване на Кубе (на тот момент генерал-капитанство Кубы в составе Испании). Учился в родном городе, затем в возрасте двенадцати лет переехал в Европу, где посетил Англию и Францию, а также США. Он завершил базовое обучение в Нью-Йорке в 1866 году, вернувшись на Кубу в следующем году, поступив в школу Св. Франциска Ассизского, где он получил свои первые уроки ораторского искусства у Антонио Самбраны.

### Жизнь в Мадриде
Он вернулся во Францию в 1868 году и переехал в Испанию, поселившись в Мадриде. В столице Испании он поступил в университет на факультет права. Он сотрудничал с Revista Contemporánea, в котором опубликовал несколько статей, и активно участвовал в работе Атенея (Ateneo), где встречался с значимыми фигурами местной интеллектуальной жизни, такими как Кановас, Аскарате и Кастелар. Он был секретарём Ассоциации испанских писателей и художников. Во время своего пребывания на Пиренейском полуострове он встретил отца независимости Кубы Хосе Марти.
В 1897 году король Альфонсо XIII пожаловал ему титул маркиза Монторо.

### Возвращение на Кубу
В 1878 году он вернулся на остров и вместе с Хосе Марией Гальвесом Алонсо основал Либеральную автономистскую партию Кубы, лидером и идеологом которой он оставался более двадцати лет. Через восемь лет после основания партии Рафаэль Монторо был избран депутатом испанских кортесов (в 1886—1896 годах). Двумя годами ранее он окончил факультет гражданского и канонического права Гаванского университета. Добивался от Испании скорейшего проведения политических реформ, предостерегая о растущей угрозе аннексии Кубы Соединёнными Штатами.
После предоставления Кубе автономии (1897) в 1898 году он служил министром финансов недолговечного автономистского правительства. После получения независимости занимал различные должности в разных правительствах. Также состоял на дипломатической службе: с 1902 — посол Кубы в Великобритании и одновременно с 1904 в Германии.
В 1908 году он пытался договориться с Консервативной партией о получении поста вице-президента, но им не удалось достичь соглашения. В конечном итоге стал в 1921—1925 годах государственным секретарём при президентстве Марио Гарсия Менокаля (ранее он уже был секретарём президента с 1913 по 1921 год).
В 1910 году на Кубе была основана Национальная академия искусств и литературы, действительным членом которой Монторо был с момента её основания. В 1926 году он поступил в Академию истории Кубы. Он был членом Королевской испанской академии.
Рафаэль Монторо умер в своём родном городе в 1933 году.

## Труды
Работа Монторо была обширной и разнообразной, затрагивая темы философского, социологического, экономического и политического характера, а также литературной критики. Он опубликовал более 350 статей в различных печатных СМИ как на Кубе, так и в Испании. Его парламентские речи, а также другие политические выступления публиковались в США и являются примером богатого ораторского искусства. Почти все его работы были опубликованы в четырёх томах на Кубе за два года до его смерти. Среди его ссочинений: «Кант, неокантианство и испанские неокантианцы» (1875) и «Принципы морали и гражданского образования» (1902).